# Żołna (zwyczajna)
Żołna (zwyczajna), żołna pospolita, żołna pszczołojad (Merops apiaster) – gatunek średniego ptaka wędrownego z rodziny żołn (Meropidae). Nie wyróżnia się podgatunków. Nie jest zagrożony.

## Zasięg występowania
Żołna zamieszkuje południową i wschodnią Europę, tylko lokalnie na północ od Alp i Karpat, a także zachodnią i środkową Azję i lokalnie Afrykę – północno-zachodnią i południową. Wędrówki głównie w V i VIII. Zimuje w Afryce na południe od Sahary; sporadycznie na południu Indii i w Sri Lance.
W Polsce najwcześniejsze wzmianki o lęgach pochodzą z XVIII i XIX w. (w 1792 r. pod Oławą i w 1887 r. pod Nidzicą). W latach 80. XX wieku liczebność krajowej populacji szacowano na zaledwie 10–30 par. Dawniej stanowiska lęgowe znajdowały w południowo-wschodniej Polsce (na Ziemi Przemyskiej i Zamojszczyźnie), tylko sporadycznie gniazdowała w innych rejonach kraju. Od lat 90. XX wieku obserwuje się ekspansję tego gatunku w Polsce, np. od początku XXI wieku gnieździ się na Dolnym Śląsku, a najliczniejsza populacja zamieszkuje obecnie Kielecczyznę. Lęgi stwierdzano też na Górnym Śląsku, Mazowszu, Podlasiu, w Małopolsce, Wielkopolsce, na ziemi lubuskiej oraz Pomorzu.

## Morfologia

Samica (z lewej) i samiec (z pszczołą)

WyglądSłabo zaznaczony dymorfizm płciowy. Czoło białe, wierzch głowy i kark rdzawobrązowy, czarna pręga przez oko. Gardło żółtawe, oddzielone czarną przepaską od błękitnego spodu. Barki, grzbiet i kuper złotooliwkowe (samica ma grzbiet oliwkowozielony, a pozostałe barwy mniej kontrastowe), skrzydła błękitno-zielone, pokrywy skrzydłowe i lotki drugorzędowe brązowe. Oliwkowozielony ogon, a środkowa para sterówek dłuższa od pozostałych o około 3 cm. Ptaki młode mają zielonkawy wierzch.
Wymiary średniedługość ciała ok. 23–25 cm
rozpiętość skrzydeł ok. 43–48 cm
masa ciała ok. 45–55 g

## Ekologia

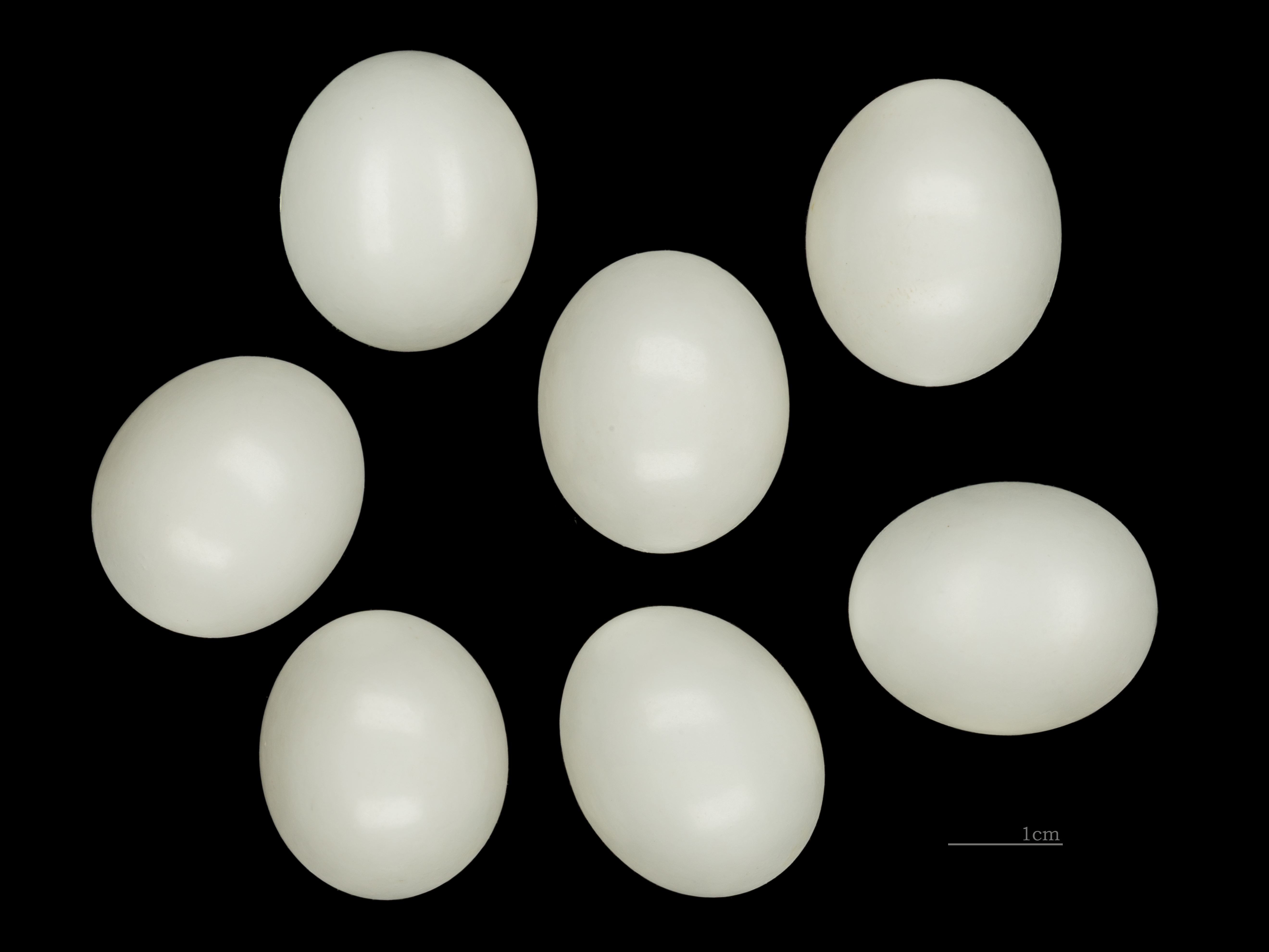
Jaja z kolekcji muzealnej

BiotopWysokie, piaszczyste urwiska, zarówno naturalne, jak i sztuczne. Również skarpy (wąwozy) lessowe.
GniazdoDługa (do 2 m), samodzielnie wygrzebana nora w urwisku.
JajaW ciągu roku wyprowadza jeden lęg, składając w połowie czerwca (w Afryce Południowej od października do maja) najczęściej 5 do 6 jaj.
Wysiadywanie, pisklętaJaja wysiadywane przez okres około 20 dni przez obydwoje rodziców, choć udział samca jest ograniczony. Pisklęta opuszczają gniazdo po 30 dniach.
PożywienieChwytane w locie owady, głównie błonkówki, chrząszcze, ważki, motyle, muchówki i prostoskrzydłe. Żądłówki miażdży końcem dzioba, aby uniknąć użądlenia. Jednak historie o niszczeniu rodzin pszczelich (nazwa gat. apiaster) są nieprawdziwe – z żądłówek chwyta przede wszystkim osy.

## Status i ochrona
Międzynarodowa Unia Ochrony Przyrody (IUCN) uznaje żołnę za gatunek najmniejszej troski (LC – Least Concern) nieprzerwanie od 1988 roku. Liczebność światowej populacji, obliczona w oparciu o szacunki organizacji BirdLife International dla Europy z 2015 roku, mieści się w przedziale 14–26 milionów dorosłych osobników. Globalny trend liczebności populacji uznawany jest za stabilny.
W Polsce żołna jest objęta ścisłą ochroną gatunkową, wymaga ochrony czynnej. Na Czerwonej liście ptaków Polski została sklasyfikowana jako gatunek najmniejszej troski (LC). Liczebność krajowej populacji lęgowej w latach 2013–2018 szacowano na 200–300 par, a trend liczebności, zarówno krótkoterminowy (2008–2018), jak i długoterminowy (1980–2018), uznano za wzrostowy.

## Filatelistyka
Poczta Polska wyemitowała 31 lipca 2014 r. znaczek pocztowy przedstawiający żołnę o nominale 5,50 zł. Autorem projektu znaczka była Marzanna Dąbrowska. Znaczek wydrukowano techniką offsetową, na papierze fluorescencyjnym, w nakładzie 200 000 sztuk.